# Titanomagnetite
Titanomagnetite, também conhecida por ulvite, ulvöespinela ou ulvöespinélio, é um mineral constituído por óxidos de titânio e de ferro, representativo das espinelas de Fe e Ti (série da magnetite-ulvöespinela), correspondendo a temperaturas de formação de aproximadamente 600ºC.